# Liste der Naturdenkmale in Kreßberg
| Naturdenkmale | Anzahl |
| ------------- | ------ |
| FND           | 11     |
| END           | 13     |
| Gesamt        | 24     |

Die Liste der Naturdenkmale in Kreßberg nennt die verordneten Naturdenkmale (ND) der im baden-württembergischen Landkreis Schwäbisch Hall liegenden Gemeinde Kreßberg. In Kreßberg gibt es insgesamt 24 als Naturdenkmal geschützte Objekte, davon 11 flächenhafte Naturdenkmale (FND) und 13 Einzelgebilde-Naturdenkmale (END).
Stand: 1. November 2016.

## Flächenhafte Naturdenkmale (FND)
| Name                                               | Bild | Kennung     | Einzelheiten | Position | Fläche Hektar | Datum         |
| -------------------------------------------------- | ---- | ----------- | ------------ | -------- | ------------- | ------------- |
| Böschung mit Eichenbestand und Laubgebüsch         | BW   | 81271010021 | Kreßberg     | ⊙        | 0,1           | 24. Jan. 1990 |
| Brenntenberg                                       | BW   | 81271010013 | Kreßberg     | ⊙        | 2,5           | 24. Okt. 1983 |
| Ehemaliger Steinbruch im Brühl                     | BW   | 81271010026 | Kreßberg     | ⊙        | 0,1           | 24. Jan. 1990 |
| Feuchtgebiet Eselsbrunnen                          | BW   | 81271010016 | Kreßberg     | ⊙        | 1,7           | 24. Okt. 1983 |
| Kappelberg                                         | BW   | 81271010009 | Kreßberg     | ⊙        | 0,6           | 24. Okt. 1983 |
| Rötsweiler Feuchtgebiet                            | BW   | 81271010019 | Kreßberg     | ⊙        | 1,2           | 24. Okt. 1983 |
| Schafweide unterhalb Selgenstadt                   | BW   | 81271010008 | Kreßberg     | ⊙        | 0,9           | 24. Okt. 1983 |
| Teich oberhalb Mistlau                             | BW   | 81271010024 | Kreßberg     | ⊙        | 0,1           | 24. Okt. 1983 |
| Vehlenberger Eichen                                | BW   | 81271010018 | Kreßberg     | ⊙        | 0,1           | 24. Okt. 1983 |
| Wegrain der Hochstraße                             | BW   | 81271010007 | Kreßberg     | ⊙        | 0,7           | 25. Mai 1990  |
| Weiher u.Feuchtgebiet Hirtenbrunnen(Oberer Weiher) | BW   | 81271010015 | Kreßberg     | ⊙        | 1,4           | 24. Jan. 1990 |
| Legende für Naturdenkmal                           |      |             |              |          |               |               |

## Einzelgebilde (END)
| Name                                | Bild | Kennung     | Einzelheiten                                         | Position | Fläche Hektar | Datum         |
| ----------------------------------- | ---- | ----------- | ---------------------------------------------------- | -------- | ------------- | ------------- |
| Gaisbühler Eichen                   | BW   | 81271010017 | Kreßberg                                             | ⊙        | 0,0           | 24. Okt. 1983 |
| Unterstelzhäuser Eiche              | BW   | 81271010012 | Kreßberg                                             | ⊙        | 0,0           | 24. Okt. 1983 |
| 1 Esche zwischen Waldtann Bergbronn | BW   | 81271010020 | Kreßberg                                             | ⊙        | 0,0           | 24. Okt. 1983 |
| 1 Linde im freien Feld              | BW   | 81271010014 | Kreßberg                                             | ⊙        | 0,0           | 24. Okt. 1983 |
| 1 Linde                             | BW   | 81271010002 | Kreßberg                                             | ⊙        | 0,0           | 25. Feb. 1954 |
| 1 Linde                             | BW   | 81271010004 | Kreßberg                                             | ⊙        | 0,0           | 25. Feb. 1954 |
| 1 Linde                             | BW   | 81271010006 | Kreßberg                                             | ⊙        | 0,0           | 25. Feb. 1954 |
| 1 Rotbuche am Waldeck Strüt         | BW   | 81271010025 | Kreßberg Nicht mehr in der LUBW-Datenbank vorhanden. | ⊙        | 0,0           | 24. Jan. 1990 |
| 1 Sedanseiche mit umgebender Heide  | BW   | 81271010003 | Kreßberg                                             | ⊙        | 0,0           | 16. Juni 1972 |
| 1 Stiel- und 1 Traubeneiche         | BW   | 81271010011 | Kreßberg                                             | ⊙        | 0,0           | 24. Okt. 1983 |
| 1 Waidmannsberger Buche             | BW   | 81271010010 | Kreßberg Nicht mehr in der LUBW-Datenbank vorhanden. | ⊙        | 0,0           | 24. Okt. 1983 |
| 1 Weide am Asbacher Weiher          | BW   | 81271010022 | Kreßberg                                             | ⊙        | 0,0           | 24. Okt. 1983 |
| 3 Linden (ursprünglich 4)           | BW   | 81271010001 | Kreßberg                                             | ⊙        | 0,0           | 28. Dez. 1959 |
| Legende für Naturdenkmal            |      |             |                                                      |          |               |               |